# Tweede Slag om Brega
De Tweede Slag om Brega was een militair conflict tussen rebellen enerzijds en troepen loyaal aan Moammar al-Qadhafi anderzijds, tijdens de opstand in Libië, over het bezit van de strategisch belangrijke oliehaven Brega.

## Voorgeschiedenis
Op 2 maart hadden de rebellen reeds een aanval van het leger op Brega afgeslagen (zie: Eerste Slag om Brega), waarop de rebellen naar het westen waren opgerukt, in de richting van de stad Sirte. In de Slag om Ras Lanuf en later in de Slag om Bin Jawad werden de rebellen echter door het regeringsleger verslagen en teruggedrongen richting Brega. Op 13 maart bereikte het regeringsleger Brega, en begon de buitenwijken van de stad te beschieten, waarmee een nieuwe fase in de veldslag rondom de oliestad begon.

## De Slag
Op 13 maart trokken regeringstroepen op tegen Brega. Hevige gevechten ontstonden, en berichten in de media spraken elkaar tegen. Sommige media beweerden dat de troepen van Qadhafi slechts het vliegveld hadden veroverd, anderen stelden dat de rebellen tot 20 kilometer ten oosten van Brega waren teruggedrongen. Op 14 maart echter beheersten de rebellen de woonwijken, terwijl de troepen van Qadhafi de oliehaven en het vliegveld beheersten. De twee partijen beschoten elkaar over en weer met raketten.
Op 15 maart deden regeringstroepen een nieuwe poging om Brega te veroveren. Ditmaal slaagden ze erin om na uren van zware straatgevechten de rebellen te verdrijven. De rebellen trokken zich in wanorde terug richting Ajdabiya, achtervolgd door het regeringsleger. Hiermee was Brega formeel in handen van Qadhafi gevallen en verplaatste de strijd zich dieper in Cyrenaica.